# Бубрежна срж
Бубрежна срж, средишња супстанца или  бубрежна медула (лат. medulla renalis) јесте унутрашњи део бубрега који се налази између бубрежне коре и бубрежне карлице и састоји се од 10 до 12 конусних структура ткива, такозваних бубрежних пирамида, које садрже структуре нефрона одговорне за одржавање равнотеже соли и воде у крви. Ове структуре укључују медуларни капиларни плексус, Хенлеову петљу и сабирни тубул. Јединствени просторни распоред ових компоненти је од суштинског значаја за регулацију концентрације мокраће и друге специјализоване функције бубрега. Како је бубрежна срж хипертонична у односу на филтрат у нефрону она тиме помаже у реапсорпцији воде.

## Анатомија
Бубрежна срж која је ружичасте боје, изграђена је од Малпигијевих и Ферајнових  пирамида. 
Малпигијеве пирамиде (лат. pyramides renales Malpighii), којих у сваком бубрегу има 8-10, распоређене су у три фронтална слоја:
- предњи,
- средњи
- задњи,

тако да се на предњем делу бубрега виде само 3-4 пирамиде, који леже у слоју који је захваћен резом. 
Од основа Малпигијевих пирамида, које су окренуте ка спољној ивици бубрега, шире се ка споља шиљасти додаци, чији је број за сваку пирамиду око 500-600. Ова проширења се називају Ферајнове пирамиде, или зракасти део режњића бубрежне коре (лат. pars radiata lobuli corticalis).
Врхови Малпигијевих пирамида су усмерени ка бубрежном синусу и продирући у синус, стварају избочине на његовом зиду које се називају бубрежне папиле (лат. papillae renales) или бубрежне квржице. На свакој бубрежној квржици формира се решеткасто поље са 10 до 20 папиларних отвора, кроз које мокраћа тече из бубрежне сржи у мале бубрежне чашице (лат. calyces renalis minores).
Крвни судови бубрежне сржи су распоређени по веома строгом узорку који одражава да поред исхране треба испунити и јединствене захтеве у одржавању кортикомедуларног осмотског градијента. Ултраструктурна организација крвних судова бубрежне сржи је мање специфична у поређењу са крвним  судовима бубрежне коре.

## Физиологија
Крв улази у бубрег преко бубрежне артерије, која се затим раздваја и формира сегментне артерије које се гранају и формирају интерлобарне артерије. Интерлобарне артерије се потом гранају у лучне артерије, које се гранају и формирају интерлобуларне артерије, а оне коначно стижу до гломерула. У гломерулу крв достиже веома неповољан градијент притиска и велику површину размене, што потискује серумски део крви из крвног суда у бубрежне тубуле. Проток се наставља кроз бубрежне тубуле (укључујући проксимални тубул), Хенлеову петљу, затим кроз дистални тубул из кога крв коначно напушта бубрег помоћу сабирног канала, и доспева до бубрежне карлице, проширеног дела мокраћовода.
Крв се филтрира у гломерулу према концентрацији раствора. Јони као што су натријум, хлорид, калијум и калцијум се лако филтрирају, као и глукоза. Протеини не пролазе кроз гломеруларни филтер због њихове велике молекуларне величине и не појављују се у филтрату или мокраћи осим ако је процес болести захватио гломеруларну капсулу или проксималне и дисталне увијене тубуле нефрона.
Иако бубрежна срж прима само мали проценат бубрежног крвотока, екстракција кисеоника је веома висока, што узрокује ниску тензију кисеоника и што је још важније, критичну осетљивост на хипотензију, хипоксију и смањен проток крви.  Бубрежна срж извлачи кисеоник у количини од ~80% што је чини изузетно осетљивом на мале промене у бубрежном крвотоку. Механизми многих периоперативних инзулта бубрега заснивају се баш на том поремећају адекватног протока крви, па самим тим и на испоруку кисеоника бубрежној сржи.

## Клинички значај
Неке хемикалије токсичне за бубреге, назване нефротоксини, оштећују бубрежне папиле. Оштећење бубрежних папила може довести до смрти ћелија у овом делу бубрега, што се назива бубрежна папиларна некроза. Најчешћи токсични узроци бубрежне папиларне некрозе су: НСАИЛ, као што су ибупрофен, ацетилсалицилна киселина и фенилбутазон, у комбинацији са дехидратацијом.
Показало се да је поремећени развој бубрежне папиле такође повезан са појавом функционалне опструкције и бубрежне фиброзе.
Оштећење бубрежне папиле је такође повезано са нефролитијазом и може се проценити на основу стања папиле, која узима у обзир контуре, удубљења, опструкцију и случајни плак.

## Галерија
- Бубрежна срж
- Бубрежна срж
- Бубрежне папиле
- Фронтални пресек кроз бубрег
- Вертикални пресек кроз бубрега.
- Анатомија бубрега, са пирамидама означеним десно